# Фудбалска репрезентација Кувајта
Фудбалска репрезентација Кувајта је национални фудбалски састав Кувајта, којег контролише Кувајтски фудбалски савез.
Прву утакмицу репрезентација је одиграла у Мароку против Либије 3. септембра 1961. године (2:2).

## Историја
Кувајт је пуноправни члан АФК и ФИФА - континенталних и међународних фудбалских савеза те носи Фифин код - КUW. Службени домаћи стадион је Међународни стадион Џабер Ал-Ахмад у Кувајт Ситију.
Репрезентација је досад наступила на једном светском првенству, и то ономе у Шпанији 1982. али без значајнијег резултата.
Кувајт је своје највеће успехе остварио на Заливском купу нација где је био шампион чак десет пута (1970, 1972, 1974, 1976, 1982, 1986, 1990, 1996, 1998. и 2010). Тиме је Кувајт најуспешнија репрезентација на овом такмичењу.
На континенталном Азијском купу, кувајтска репрезентација је била шампион Азије 1980. године док је 1976. била континентални вицешампион. Од осталих већих остварења ту су освајање Западноазијских игара 2002. којима је Кувајт био домаћин те Западноазијског првенства 2010. одржаног у Јордану.
Највећом репрезентативном победом сматра се она против Бутана у којој је Кувајт победио противника са високих 20:0. Тај резултат се годину дана сматрао највећом међународном репрезентативном победом све док 2001. године Аустралија није победила Тонгу са 22:0.
Репрезентација је досада наступала на две Олимпијаде, први пут 1980. у Москви а други пут 2000. у Сиднеју, али без успеха.
Такође, занимљиво је споменути да је Кувајт до сада имао свега пет домаћих селектора (Хасен Насер, Салех Закарија, Мохамед Карам, Џавад Максид и Мохамед Ибрахем) док су већина националних селектора углавном били странци (највише из Европе и Бразила).
ФИФА је као међународна фудбалска федерација до сада два пута привремено суспендовала Кувајт са међународних такмичења. Први пута је то било 30. октобра 2007. због утицаја кувајтске владе на рад националног фудбалског савеза. Суспензија је тада укинута након две недеље.
Други пут, након готово годину дана (24. октобра 2008), ФИФА је поново суспендовала Кувајт а суспензија је трајала до 22. децембра 2008.

## Учешће на СП

### СП 1982.
Репрезентација је до сада само једном наступила на Мундијалу и то у Шпанији 1982. Тада је Кувајт одиграо нерешено са Чехословачком (1:1) и изгубио утакмице против Француске (4:1) и Енглеске (1:0). Кувајт је на том турниру изазвао мањи инцидент у сусрету против Француске. Наиме, када је судија француској репрезентацији признао један нерегуларни гол, кувајтски репрезентативци су у знак протеста напустили терен. Вратили су се на наговор шеика Фахада Ал Ахмеда на терен тек када је судија поништио нерегуларан погодак.
| Такмичење | Утакмица | Поб. | Нер. | Изг. | По. Г. | Пр. Г. |
| --------- | -------- | ---- | ---- | ---- | ------ | ------ |
| 1982.     | 3        | 0    | 1    | 2    | 2      | 6      |
| Укупно    | 3        | 0    | 1    | 2    | 2      | 6      |

## Учешће на ОИ

### ОИ 1980.
У групи са Нигеријом, Колумбијом и Чехословачком, Кувајт је прошао даље као други у групи са четири бода. Најприје је у Москви побеђена Нигерија (3:1) да би након тога уследиле две нерешене утакмице против Колумбије (1:1) и Чехословачке (0:0).
У даљњој фази такмичења Кувајт је поражен од домаће репрезентације Совјетског Савеза са тесних 2:1.

### ОИ 2000.
На својој другој Олимпијади, кувајтска репрезентација је испала већ у групи као трећа (испред Чешке). Најпре је Кувајт поражен у Бризбејну са 3:2 од Камеруна (каснијег олимпијског победника). У другој утакмици која је одиграна у истом граду, Кувајт је са 3:2 победио Чешку док је у последњој утакмици у Мелбурну поражен од САД-а са 3:1.